# Faro de Rabat
El faro de Rabat (o faro del fuerte de la Calette) es un faro cuya construcción data de principios del siglo XX localizado en la ciudad de Rabat, en el país africano de Marruecos. 

## Historia
El faro de Rabat se encuentra en el extremo noroccidental de la muralla almohade, a 0,45 km del extremo suroeste de la escollera sur del puerto, y a lo largo de la costa, equidistante del fuerte Rottembourg y del kasbah de Oudayas. El faro se construyó en Rabat encima de un acantilado con vistas al Atlántico ligeramente en la plataforma del baluarte (burj) Sirat, construido en 1775-1776 por el Inglés renegado Ahmed El Inglizi bajo el reinado de Mohammed III con el fin de garantizar, con la altura la defensa del lugar.
El faro fue construido en 1919 durante el reinado del sultán Moulay Youssef, siete años después del establecimiento del protectorado francés en Marruecos y la designación de Rabat como sede de las instituciones.